# Albert J. Engel

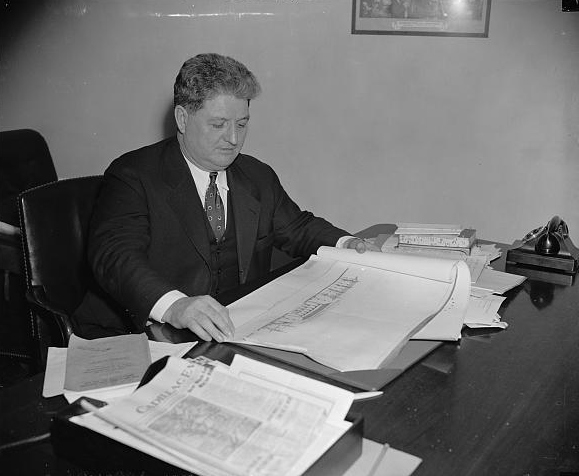
Albert J. Engel (1938)

Albert Joseph Engel (* 1. Januar 1888 in New Washington, Crawford County, Ohio; † 2. Dezember 1959 in Grand Rapids, Michigan) war ein US-amerikanischer Politiker. Zwischen 1935 und 1951 vertrat er den Bundesstaat Michigan im US-Repräsentantenhaus.

## Werdegang
Albert Engel besuchte die öffentlichen Schulen im Grand Traverse County in Michigan und das Central YMCA College in Chicago. Nach einem anschließenden Jurastudium an der Northwestern University in Evanston (Illinois) und seiner im Jahr 1910 erfolgten Zulassung als Rechtsanwalt begann er in Lake City in seinem neuen Beruf zu arbeiten. Zwischen 1916 und 1920 war er Staatsanwalt im Missaukee County. Diese Tätigkeit wurde durch den Ersten Weltkrieg unterbrochen, an dem Engel in den Jahren 1917 und 1918 teilnahm. Zunächst war er Leutnant im Kriegsministerium und danach Hauptmann im Fronteinsatz.
Politisch war Engel Mitglied der Republikanischen Partei. In den Jahren 1921 und 1922 sowie zwischen 1927 und 1932 saß er im Senat von Michigan. Bei den Kongresswahlen des Jahres 1934 wurde er im neunten Wahlbezirk von Michigan in das US-Repräsentantenhaus in Washington, D.C. gewählt, wo er am 3. Januar 1935 die Nachfolge des Demokraten Harry W. Musselwhite antrat. Nach sieben Wiederwahlen konnte er bis zum 3. Januar 1951 acht Legislaturperioden im Kongress absolvieren. Dort wurden bis 1941 noch weitere New-Deal-Gesetze der Bundesregierung verabschiedet, denen Engels Partei aber eher ablehnend gegenüberstand. Seit 1941 war auch die Arbeit des Kongresses von den Ereignissen des Zweiten Weltkrieges geprägt. Danach erlebte Engel als Kongressabgeordneter den Beginn des Kalten Krieges.
Im Jahr 1950 verzichtete Engel auf eine weitere Kongresskandidatur. Stattdessen strebte er erfolglos die Nominierung seiner Partei zum Spitzenkandidaten für die anstehende Gouverneurswahl in Michigan an. Danach bewirtschaftete er seine 5,7 km²  große Baumplantage bei Lake City. Albert Engel starb am 2. Dezember 1959 in Lake City, wo er auch beigesetzt wurde.